# متلازمة الجفن المترهل
متلازمة الجفن المترهل (اختصارًا FES) هي مرضٌ يبرزُ فيه ترهل الجفنين العلويين بحيث تُقلب بسهولة، إضافةً إلى التهاب الملتحمة الحُليمي. ترتبط هذه المتلازمة عادةً مع المرضى الذين يعانون من ارتفاع مؤشر كتلة الجسم وانقطاع النفس الانسدادي النومي. يُعتقد أنَّ هذه المتلازمة ترتبط مع تنظيم بالزيادة في إنزيمات تَدَرُّك الإيلاستين، إضافةً إلى عوامل ميكانيكيَّة. تؤدي جميعها إلى عدم استقرار سِقالة الجفن، مما يؤدي إلى سوء تَّوضُّعه.